# دیزنی فنتسی
دیزنی فنتسی (به انگلیسی: Disney Fantasy) یک کشتی است که طول آن ۳۴۰ متر (۱٬۱۱۵ فوت ۶ اینچ) می‌باشد. این کشتی در سال ۲۰۱۲ ساخته شد.